# Once and Again
Once and Again is een Amerikaanse dramaserie die liep van 1999 tot en met 2002.

## Beschrijving
Lily Manning is moeder van twee dochters, Grace en Zoë en is bijna gescheiden van haar man, Jake. Lily's leven valt uiteen en hoewel ze gesteund wordt door zus Judy, vindt ze het allemaal maar eng. Dit verandert wanneer ze Rick Sammler, de vader van Eli en Jessie Sammler ontmoet. Dit is een serie over familie en relaties met alle problemen die daarmee gepaard gaan.

## Rolverdeling

### Hoofdcast
- Sela Ward (Elizabeth 'Lily' Manning) De moeder
- Billy Campbell (Richard 'Rick' Sammler) De vader
- Jeffrey Nordling (Jake Manning) Lily's vervreemde man
- Susanna Thompson (Karen Sammler) Ricks ex-vrouw
- Shane West (Eli Sammler) Ricks zoon
- Julia Whelan (Grace Manning) Lily's oudste dochter
- Evan Rachel Wood (Jessie Sammler) Ricks dochter
- Meredith Deane (Zoe Manning) Lily's jongste dochter
- Marin Hinkle (Judy Brooks) Lily's jongere zus

### Recurring cast
- Todd Field (David Cassilli) Ricks partner bij Sammler
- Paul Mazursky (Phil Brooks) Lily & Judy's vader
- Bonnie Bartlett (Barbara Brooks) Lily & Judy's moeder
- Patrick Dempsey (Aaron Brooks) Lily & Judy's schizofrenische broer
- James Eckhouse (Lloyd Lloyd)
- Mark Feuerstein (Leo Fisher)
- David Clennon (Miles Drentell) Rick & Davids client
- Steven Weber (Samuel Blue) Ricks vriend & Judy's lover
- Kimberly McCullough (Jennifer) Eli's vriendinnetje
- Ever Carradine (Tiffany Porter) Jakes vriendinnetje
- Mischa Barton (Katie Singer) Jessies vriendin/vriendinnetje
- Kelly Coffield (Naomi) Lily & Karens vriend
- Jennifer Crystal (Christine Parker) Lily's baas bij PagesAlive.com
- Paul Dooley (Les Creswell) Lily's baas bij WIPX
- Eric Stoltz (Mr. Dimitri)